# 金海市厅站
金海市廳站（：／ Gimhae-sicheong yeok */?）是釜山－金海輕軌沿線的一座高架車站，位於韓國慶尚南道金海市府院洞。

## 車站結構
站體為2面2線側式月台的高架車站，候車月台設有月台幕門，並有2處出口。

### 月台配置
| 仁濟大 ↑ |
| \| 上    |
| ↓ 府院   |

| 月台 | 路線              | 目的地     |
| ---- | ----------------- | ---------- |
| 上行 | ●釜山－金海轻电铁 | 沙上方向   |
| 下行 | ●釜山－金海轻电铁 | 加耶大方向 |

## 歷史
- 2011年9月16日：落成啟用。

## 車站周邊
- 金海市政府
- 金海市監理所
- 南山公園
- 金海南山郵局
- 韓國電力公社金海分社
- 金海中央女子中學
- 金海中央女子高校

## 相鄰車站
釜山-金海輕電鐵
●釜山－金海轻电铁
仁濟大（13）－金海市廳（14）－府院（15）